# Nedovršene pripovijesti
Nedovršene pripovijesti zbirka je priča i eseja koju je započeo pisati, ali nikad nije dovršio J. R. R. Tolkien. Zbirku je uredio i za tisak pripremio njegov sin Christopher Tolkien. Prvi put objavljena je 1980. godine na engleskom jeziku.
Za razliku od Silmarilliona, za kojega su pripovjesni dijelovi uobličeni kako bi se povezali u cjelovito djelo, Nedovršene pripovijesti čitamo u obliku u kojemu ga je ostavio sam pisac, s iznimkom imenā, za koja je imao zbunjujuću naviku mijenjanja tijekom razvoja pripovijesti, i malo čega drugoga. Iako su neke od ovih priča nedovršene, dok su druge zapravo zbirke podataka o Međuzemlju, svaku slijedi dulji niz zabilješki koje pojašnjavaju nedosljednosti i piščeve skrivene zamisli.
Nakon prvog objavljivanja Nedovršenih pripovijesti na engleskome jeziku postalo je jasno da zanimanje za rad J. R. R. Tolkiena ne jenjava nego zapravo raste, njegov je sin proučavajući očeve spise došao do zanimljivih novih pojašnjenja. O novim detaljnim podatcima, ponekad samo površno spomenutim u Gospodaru prstenova koji uključuju Gandalfovo podrijetlo, dolazak ostalih Istara, Isildurovoj smrti i gubitku Jedinog Prstena možemo čitati u dvanaest tomnom izdanju rada naslovljenom Povijest Međuzemlja koji predstavlja gotovo cjelokupan opus Tolkienovih zapisa o Međuzemlju.

## Sadržaj
Prvi dio: Prvo doba:
- "O Tuoru i njegovu olasku u Gondolin"
- "Narn i Hîn Húrin"

Drugi dio: Drugo doba:
- "Opis otoka Númenora"
- "Aldarion i Erendis: Pomorčeva žena"
- "Elrosova loza: Kraljevi Númenora"
- "Povijest Galadriel i Celeborna"

Treći dio: Treće doba:
- "Stradanje na Gladdenskim poljima"
- "Cirion i Eorl i prijateljstvo Gondora i Rohana"
- "Pohod na Erebor"
- "Lov na Prsten"
- "Bitke na Isenskim gazovima"

Četvrti dio:
- "Drúedaini"
- "Istari"
- "Palantíri"

## Vanjske poveznice
- The Tolkien Library (engl.)
- More Info on Unfinished Tales at Tolkien Online  Arhivirana inačica izvorne stranice od 23. prosinca 2007. (Wayback Machine) (engl.)